# Saint-Antoine-d'Auberoche
Pour les articles homonymes, voir Saint-Antoine.
Saint-Antoine-d'Auberoche est une ancienne commune française située dans le département de la Dordogne, en région Nouvelle-Aquitaine.
Au 1er janvier 2017, elle fusionne avec Bassillac, Blis-et-Born, Le Change, Eyliac et Milhac-d'Auberoche pour former la commune nouvelle de Bassillac et Auberoche.

## Géographie

### Généralités

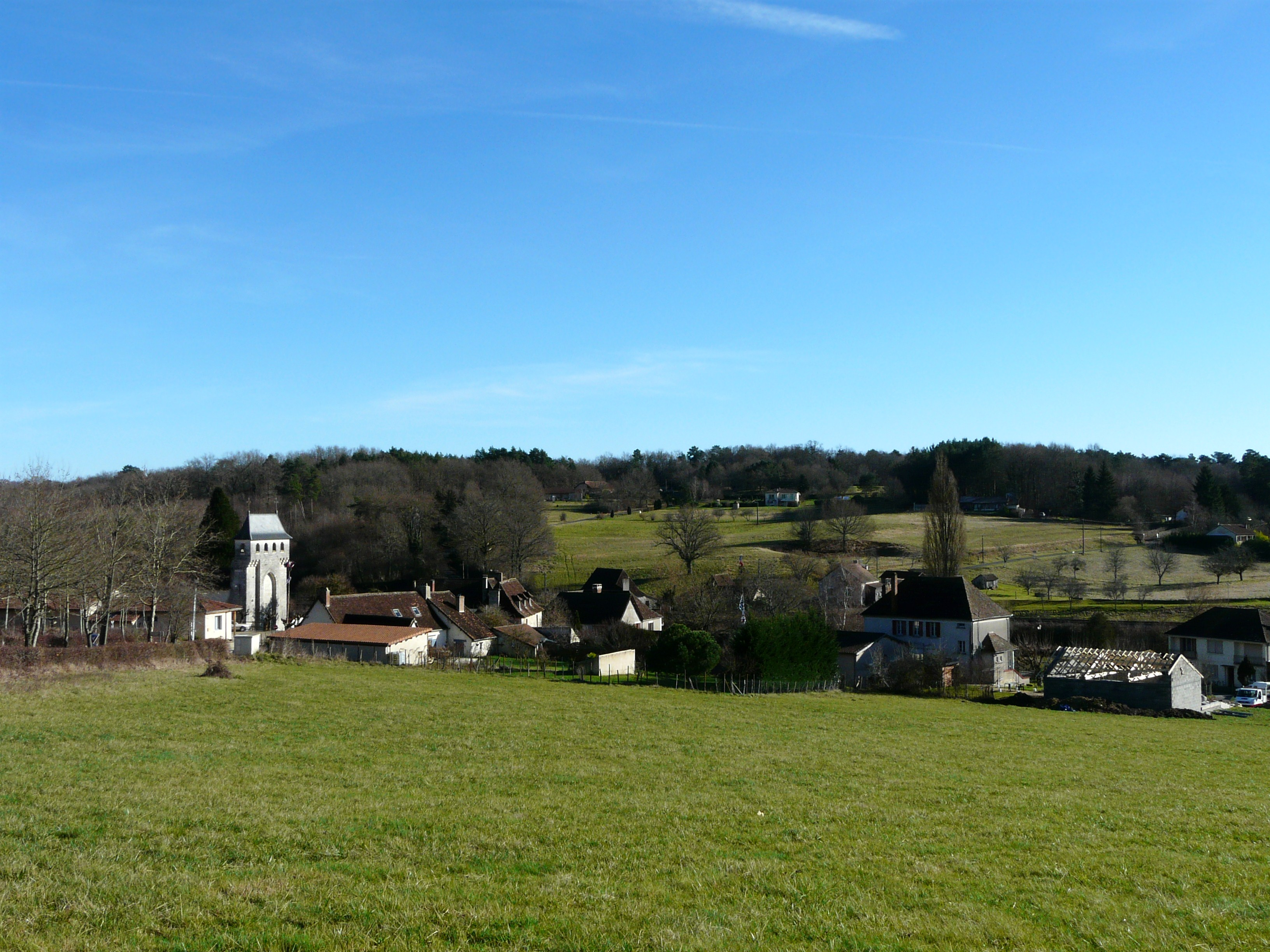
Le bourg.

Incluse dans l'aire d'attraction de Périgueux, la commune déléguée de Saint-Antoine-d'Auberoche fait partie de la commune nouvelle de Bassillac et Auberoche. Elle se situe en Périgord central, à la limite du Périgord noir. S'étendant sur 7,87 km2, elle est bordée au sud sur environ un kilomètre et demi par le Manoire, un affluent de l'Isle.
La route départementale 6089 (l'ancienne route nationale 89) marque la limite sud du territoire communal sur environ un kilomètre et demi et l'autoroute A89 le borde au nord-ouest sur quelques centaines de mètres.
Le sol de la commune se compose essentiellement de calcaires du Crétacé et de grès tertiaires. L'altitude minimale, 162 mètres, se trouve au sud-ouest, là où le Manoire quitte la commune et entre sur celle de Milhac-d'Auberoche. L'altitude maximale avec 255 mètres est localisée au nord, à l'ouest du lieu-dit le Rieu, en limite de la commune de Blis-et-Born.
Le village de Saint-Antoine-d'Auberoche, à l'écart des routes principales, se situe, en distances orthodromiques, dix kilomètres à l'ouest de Thenon et dix-huit kilomètres à l'est-sud-est de Périgueux. À trois kilomètres au sud-ouest du village, l'accès à la commune est possible depuis la gare de Milhac-d'Auberoche, sur la ligne ferroviaire Périgueux-Brive.

### Communes limitrophes

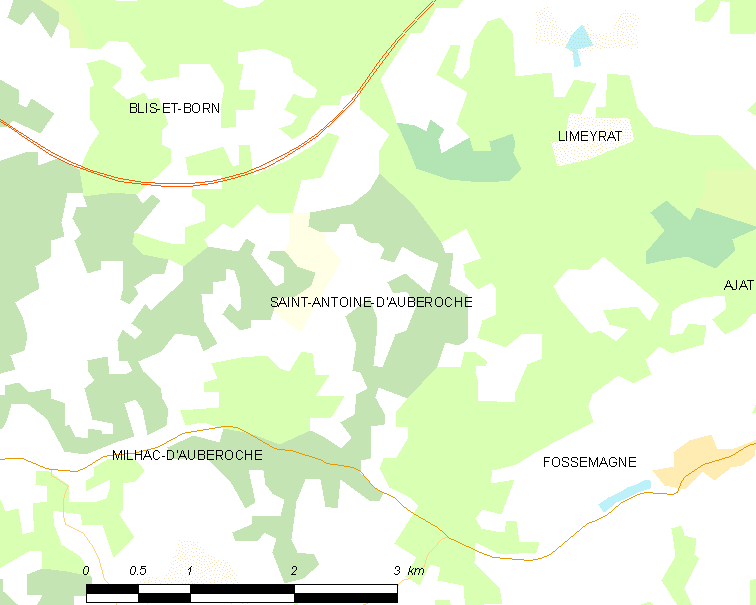
Carte de Saint-Antoine-d'Auberoche et des communes avoisinantes en 2016, avant la création de la commune nouvelle de Bassillac et Auberoche.

En 2016, année précédant la création de la commune nouvelle de Bassillac et Auberoche, Saint-Antoine-d'Auberoche était limitrophe de quatre autres communes.
| Blis-et-Born       |                           | Limeyrat   |
|                    | Saint-Antoine-d'Auberoche |            |
| Milhac-d'Auberoche |                           | Fossemagne |

## Urbanisme

### Prévention des risques
Un plan de prévention du risque inondation (PPRI) a été approuvé en 2012 pour le Manoire et ses rives, concernant la zone entre la route départementale 6089 et la ligne ferroviaire,.

### Villages, hameaux et lieux-dits
Outre le bourg de Saint-Antoine-d'Auberoche proprement dit, le territoire se compose d'autres villages ou hameaux, ainsi que de lieux-dits :
- la Bourgie
- la Cave
- la Chabronne
- les Chapeloux
- le Chêne
- le Chenil
- les Clédats
- la Conterie
- le Cros
- la Farge
- les Fossas
- la Fougeasse
- le Grand Picadis
- Lac Marsaud
- Laponge
- les Marroux
- le Mas
- Puybertie
- le Rieu
- les Séguy
- la Sommeronie
- Trou du Renard
- le Village.

## Toponymie
Le nom de la commune se réfère à saint Antoine, anachorète aux IIIe et IVe siècles. La seconde partie du nom apparaît tardivement au XVIIIe siècle. Elle correspond à l'ancienne châtellenie d'Auberoche dont dépendait la paroisse au Moyen Âge.
En occitan limousin, la commune porte le nom de Sent Antòni d'Auba Ròcha.

## Histoire
L'église est bâtie au XIIe siècle.
La première mention écrite connue du lieu apparaît à la fin du XIVe siècle sous la forme latine Sanctus Antonius. Créée à cette époque depuis la paroisse de Born, la paroisse de Saint Antoine faisait partie de la châtellenie d'Auberoche.
À la Révolution, en 1790, la commune de Saint-Antoine-d'Auberoche est créée dans les limites de cette paroisse, hormis quatre lieux-dits. Dans les années 1850, une importante partie du bourg de Saint-Antoine-d'Auberoche est détruite pour permettre la construction de la ligne ferroviaire Périgueux-Brive.
Au 1er janvier 2017, Saint-Antoine-d'Auberoche fusionne avec cinq autres communes pour former la commune nouvelle de Bassillac et Auberoche dont la création a été entérinée par l'arrêté du 29 juin 2016, entraînant la transformation des six anciennes communes en « communes déléguées »,.

## Politique et administration

### Rattachements administratifs et électoraux
Dès 1790, la commune de Saint-Antoine-d'Auberoche a été rattachée au canton de Saint-Pierre-de-Chignac qui dépendait du district de Perigueux jusqu'en 1795, date de suppression des districts. En 1801, le canton est rattaché à l'arrondissement de Périgueux.
Dans le cadre de la réforme de 2014 définie par le décret du 21 février 2014, ce canton disparaît aux élections départementales de mars 2015. La commune est alors rattachée au canton du Haut-Périgord Noir, dont le bureau centralisateur est fixé à Thenon.

### Intercommunalité
En 2001, Saint-Antoine-d'Auberoche intègre dès sa création la communauté de communes Isle Manoire en Périgord. Celle-ci est dissoute au 31 décembre 2013 et remplacée au 1er janvier 2014 par une intercommunalité élargie, Le Grand Périgueux.

### Administration municipale
La population de la commune étant comprise entre 100 et 499 habitants au recensement de 2011, onze conseillers municipaux ont été élus en 2014,. Ceux-ci sont membres d'office du  conseil municipal de la commune nouvelle de Bassillac et Auberoche, jusqu'au renouvellement des conseils municipaux français de 2020.

### Liste des maires puis des maires délégués

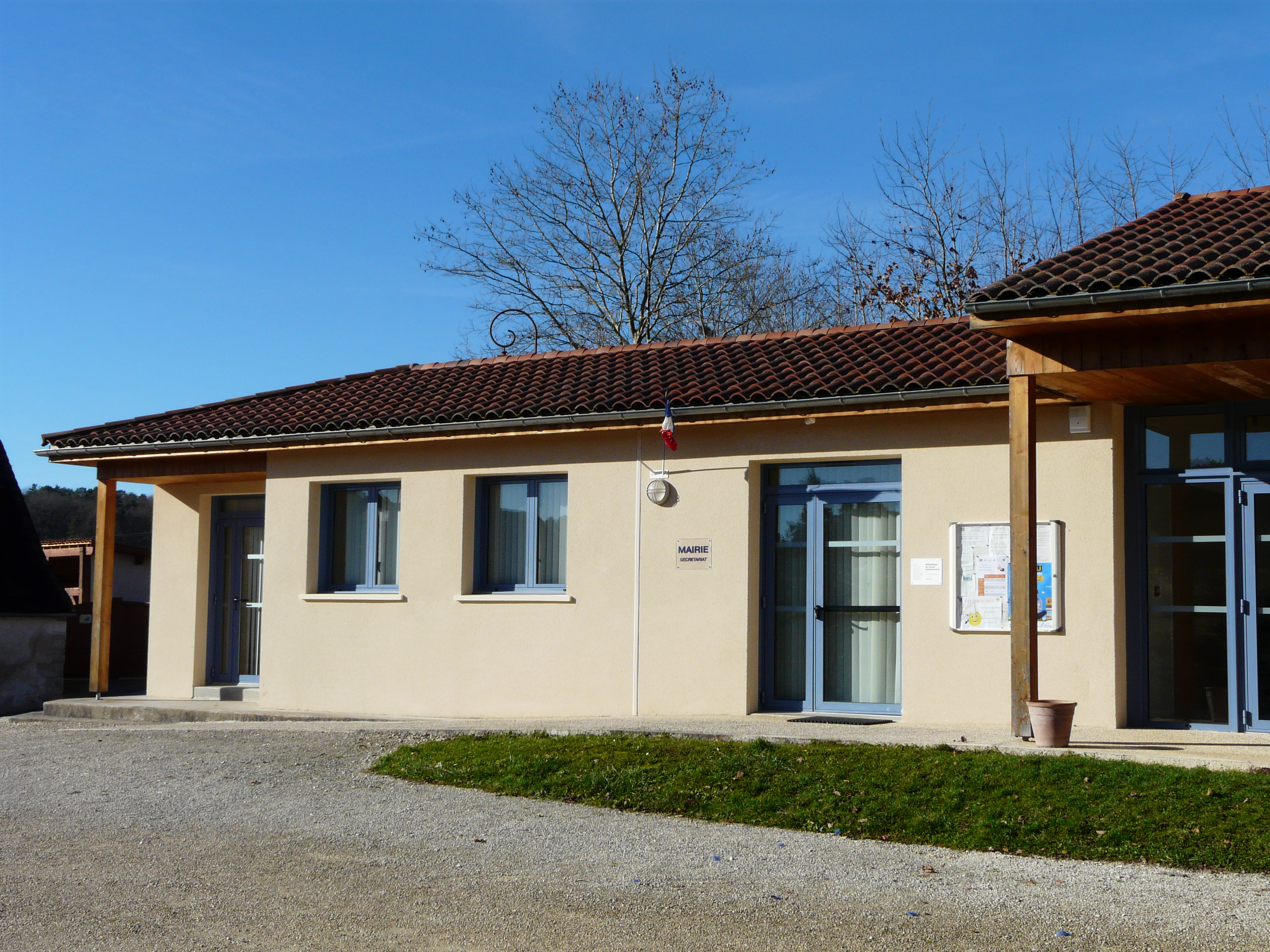
La mairie.

| Période                                  | Période        | Identité            | Étiquette | Qualité                        |
| ---------------------------------------- | -------------- | ------------------- | --------- | ------------------------------ |
| Les données manquantes sont à compléter. |                |                     |           |                                |
|                                          |                |                     |           |                                |
| (1909 ou avant)                          | mai 1925       | Pierre Vigier       |           |                                |
| mai 1925                                 | 1935           | Paul Contaut        |           |                                |
| 1935                                     | mars 1965      | Théodore Vigier     |           |                                |
| mars 1965                                | juin 1995      | Georges Chapelle    |           | Technicien des travaux publics |
| juin 1995                                | (1999 ou 2000) | Bernard Montépin    |           |                                |
| (1999 ou 2000)                           | avril 2000     | Délégation spéciale |           |                                |
| avril 2000                               | mars 2008      | Pascal Cauchois     |           | Eleveur                        |
| mars 2008                                | décembre 2016  | Stéphane Mottier    | SE        | Gérant de camping              |

| Période      | Période      | Identité            | Étiquette | Qualité |
| ------------ | ------------ | ------------------- | --------- | ------- |
| janvier 2017 | juillet 2020 | ?                   |           |         |
| mai 2020     | En cours     | Jean-Michel Boucher |           |         |

### Instances judiciaires et administratives
Saint-Antoine-d'Auberoche relève du tribunal d'instance et du tribunal de grande instance de Périgueux, de la cour d'appel de Bordeaux, de la cour d'assises, du tribunal paritaire des baux ruraux et du tribunal des affaires de Sécurité sociale de la Dordogne, du tribunal pour enfants de Périgueux, du conseil de prud'hommes de Périgueux, du tribunal de commerce de Périgueux, du tribunal administratif de Bordeaux et de la cour administrative d'appel de Bordeaux.

## Population et société

### Démographie
Les habitants de la commune se nomment les Saint-Antonnais.
En 2016, dernière année en tant que commune indépendante, Saint-Antoine-d'Auberoche comptait 163 habitants. À partir du XXIe siècle, les recensements des communes de moins de 10 000 habitants ont lieu tous les cinq ans (2008, 2013 pour Saint-Antoine-d'Auberoche). Depuis 2006, les autres dates correspondent à des estimations légales.
Au 1er janvier 2022, la commune déléguée de Saint-Antoine-d'Auberoche compte 137 habitants.
| 1793 | 1800 | 1806 | 1821 | 1831 | 1836 | 1841 | 1846 | 1851 |
| ---- | ---- | ---- | ---- | ---- | ---- | ---- | ---- | ---- |
| 244  | 228  | 234  | 255  | 320  | 293  | 275  | 290  | 283  |

| 1856 | 1861 | 1866 | 1872 | 1876 | 1881 | 1886 | 1891 | 1896 |
| ---- | ---- | ---- | ---- | ---- | ---- | ---- | ---- | ---- |
| 258  | 251  | 251  | 206  | 202  | 224  | 210  | 214  | 198  |

| 1901 | 1906 | 1911 | 1921 | 1926 | 1931 | 1936 | 1946 | 1954 |
| ---- | ---- | ---- | ---- | ---- | ---- | ---- | ---- | ---- |
| 172  | 165  | 161  | 161  | 142  | 138  | 136  | 149  | 107  |

| 1962 | 1968 | 1975 | 1982 | 1990 | 1999 | 2008 | 2013 | 2016 |
| ---- | ---- | ---- | ---- | ---- | ---- | ---- | ---- | ---- |
| 109  | 105  | 107  | 126  | 115  | 146  | 149  | 162  | 163  |

### Enseignement
Saint-Antoine-d'Auberoche est organisée en regroupement pédagogique intercommunal (RPI) avec les communes de Fossemagne et Limeyrat au niveau des classes de primaire. À la rentrée scolaire de septembre 2015, la commune n'accueillera plus d'enfant scolarisé. Ceux-ci seront dirigés vers les deux autres communes.

## Économie
Les données économiques de Saint-Antoine-d'Auberoche sont incluses dans celles de la commune nouvelle de Bassillac et Auberoche.

### Entreprises
Dans le nord du territoire communal, le long de l'autoroute A89, le groupe Cap Vert Énergie, producteur d'énergie renouvelable, a fait installer un parc photovoltaïque dont la mise en service est prévue en mars 2018,. D'une puissance installée totale de 10,3 mégawatts-crête, ses panneaux photovoltaïques devraient produire annuellement 13,2 GWh, soit l'équivalent de l'électricité pour une population de 11 000 habitants.

### Sylviculture
La forêt domaniale Barade est en partie située sur le territoire de la commune de Saint-Antoine-d'Auberoche.

## Culture locale et patrimoine

### Lieux et monuments
- Église Saint-Antoine[5] du XIIe ou XIIIe siècle, avec clocher-mur fortifié qui date du début du XXe siècle (il a remplacé l'ancien clocher-mur foudroyé en 1896)[6],[10].
- Château de la Cave, du XVIIe siècle[30], et son pigeonnier.
- Repaire du Chenil[31].
- Gentilhommière du Cros (ou du Cros de Montaignac), du XVIIe siècle[32].

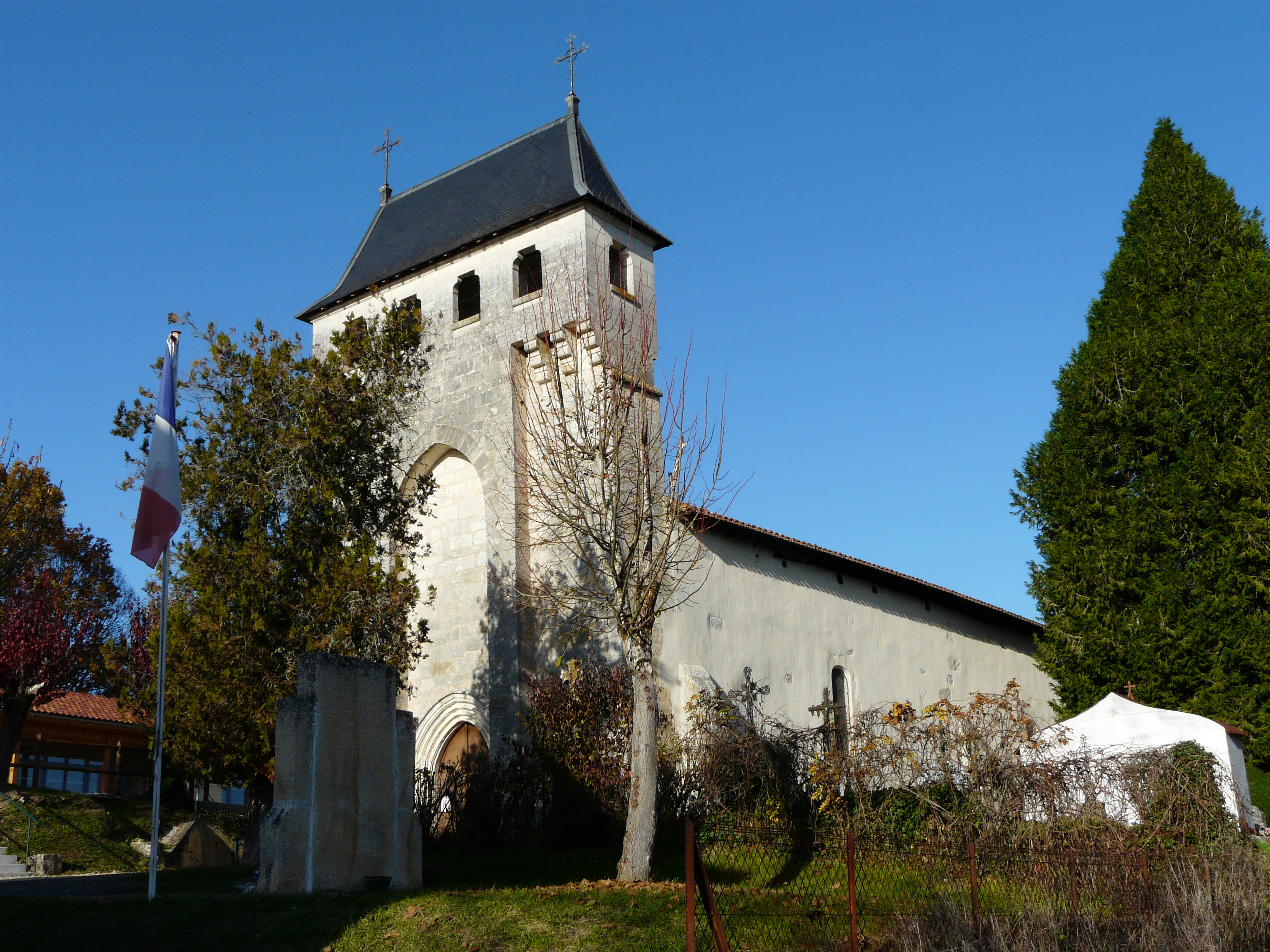
L'église Saint-Antoine.
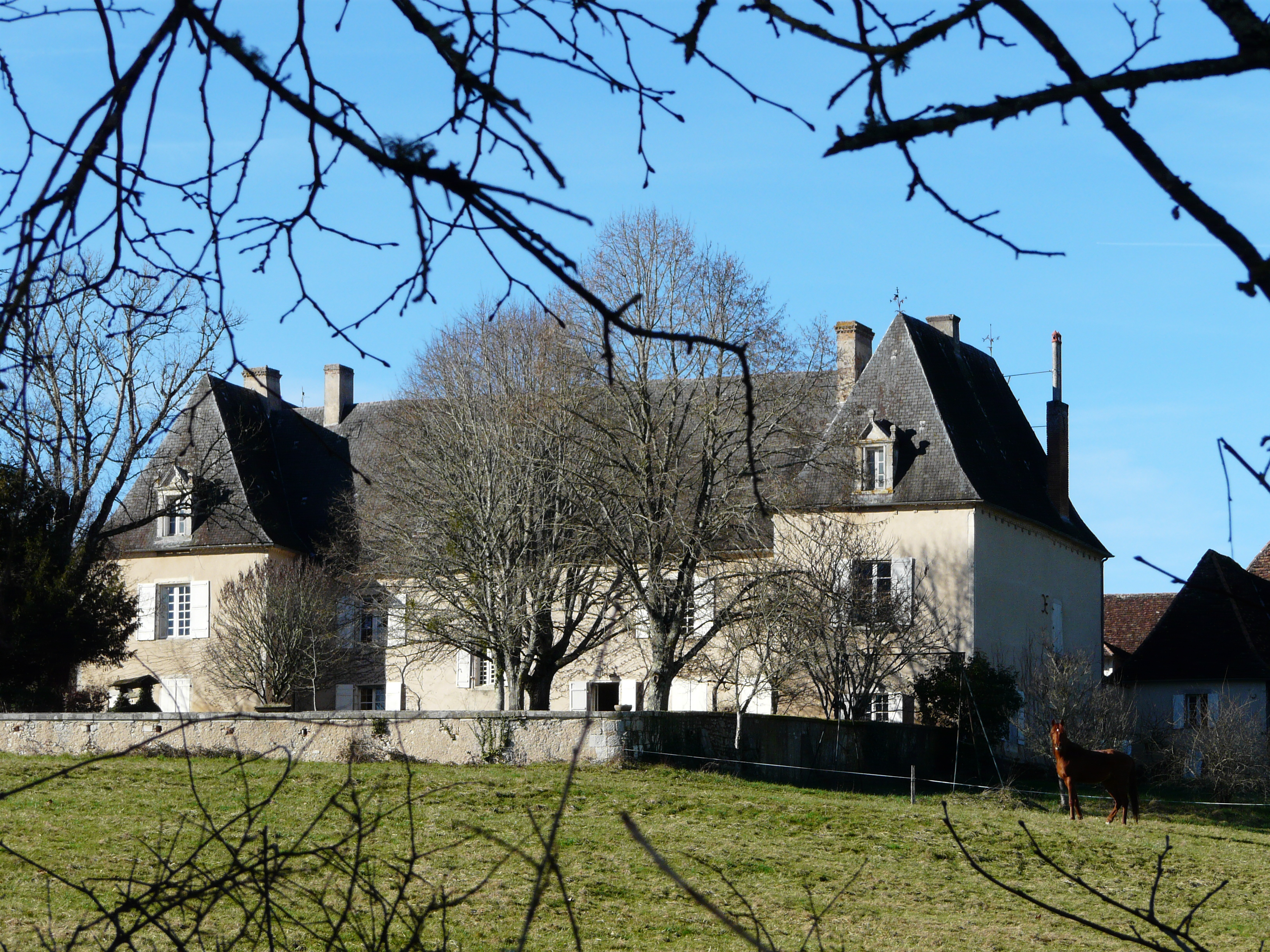
Le logis du château de la Cave.
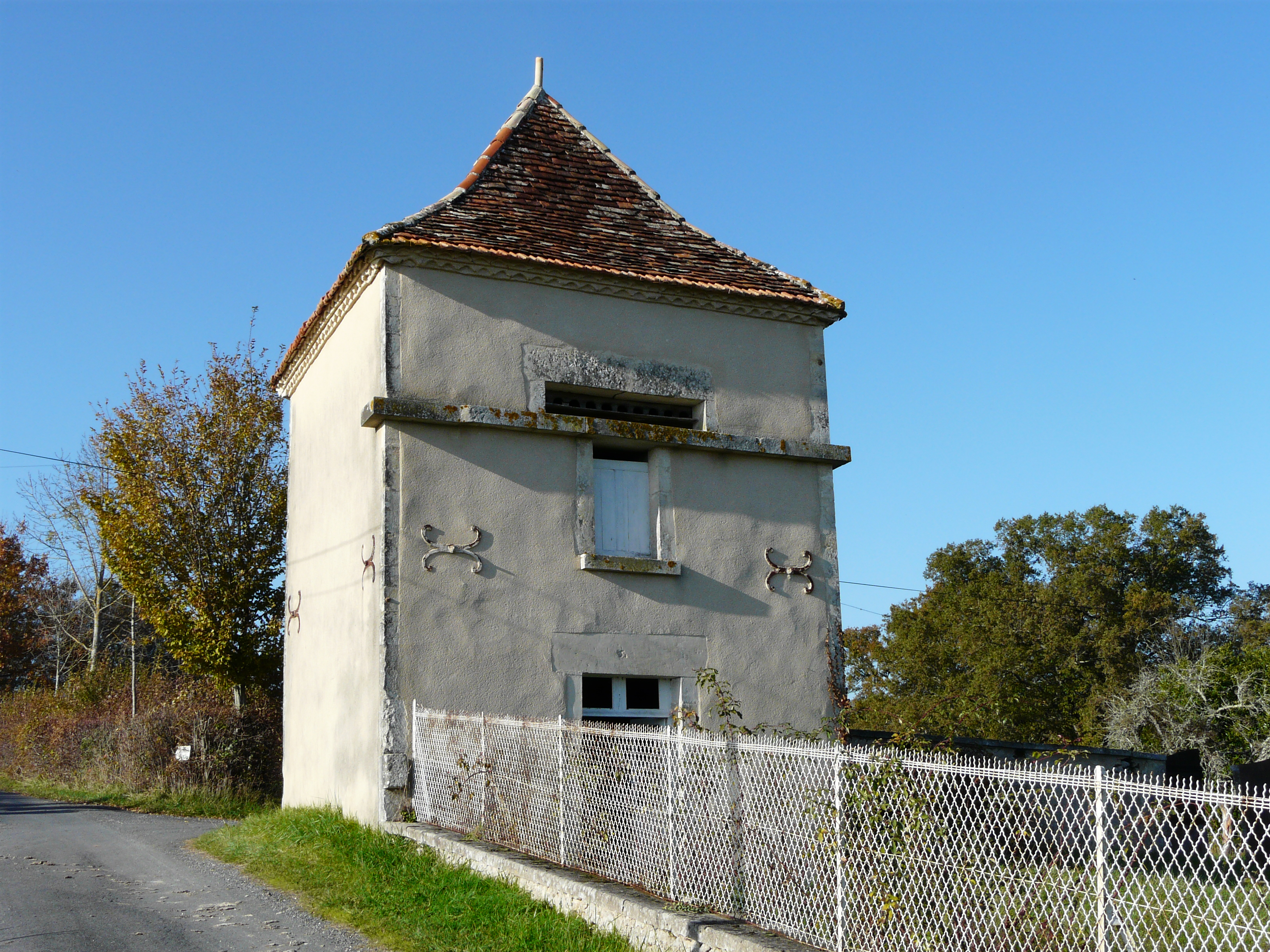
Le pigeonnier de la Cave.
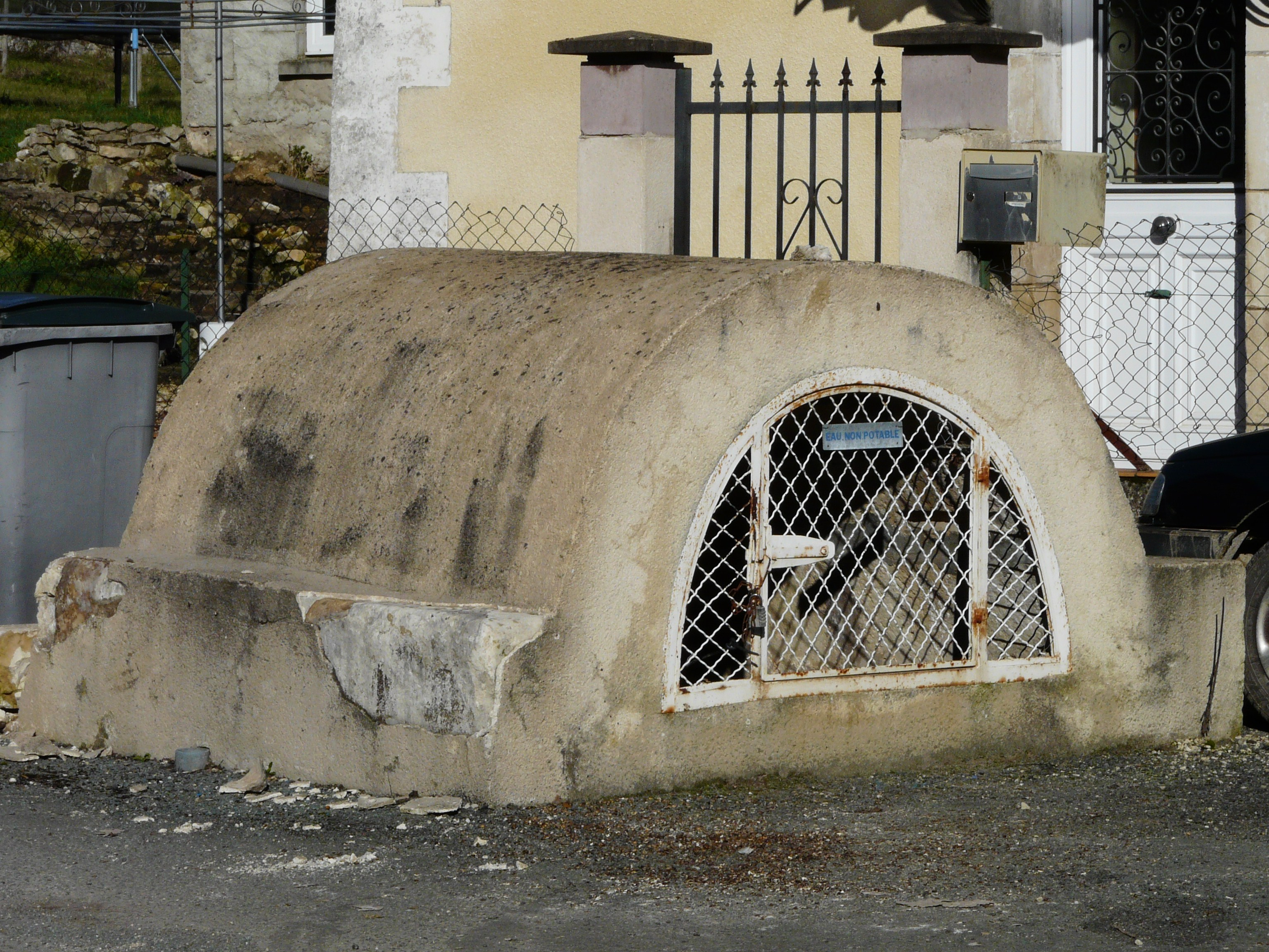
Puits dans le bourg.

### Distinctions culturelles
Saint-Antoine-d'Auberoche fait partie des communes ayant reçu l’étoile verte espérantiste, distinction remise aux maires de communes recensant des locuteurs de la langue construite espéranto.